# Celama fuscantea
Celama fuscantea är en fjärilsart som beskrevs av Van Eecke 1920. Celama fuscantea ingår i släktet Celama och familjen trågspinnare. Inga underarter finns listade i Catalogue of Life.